# Istoria modernă a Serbiei
Serbia și-a dobândit autonomia față de Imperiul Otoman în Prima Revoluție Sârbă din 1804 și în A Doua Revoluție Sârbă din 1815, deși trupele turcești au continuat să pună în garnizoană capitala Belgrad până în 1867. Aceste revoluții au renăscut mândria sârbilor, și le-a dat încredere că imperiul lor ar putea deveni din nou realitate. Greciei i-a fost dată independență completă, iar Serbiei autonomie, astfel statul era semi-independent de Turcia.
În timpul Revoluțiilor de la 1848, sârbii din Imperiul Otoman și-au proclamat provincia autonomă Voivodina Sârbească. În noiembrie 1849, în urma unei hotărâri a împăratului austriac această provincie a transformată într-o entitate administrativă austriacă cunoscută cu numele Voivodina Sârbească și Banatul Timișan. În 1860 provincia a fost desființată împotriva voinței sârbilor, dar cei din regiune au găsit o oportunitate a-și atinge scopurile politice în 1918. Astăzi regiunea este cunoscută ca fiind Voivodina.
Noua strategie de război alături de Rusia împotriva turcilor în 1877 s-a încheiat cu obținerea independenței complete a serbiei și numeroase teritorii recâștigate din sud-est, inclusiv Niș care este al doilea mare oraș al Serbiei (Tratatul de la Berlin, 1978). Regatul Serbiei a fost proclamat în 1882, sub domnia lui Milan I al Serbiei. La acea vreme, Serbia era printre puținele țări care avea propria casă regală stabilită la tron. Cu toate acestea, milioane de sârbi încă locuiau în afara Serbiei, în Imperiul Austro-Ungar, (Bosnia, Croația, Voivodina, Sandžak) și Imperiul Otoman (Sudul Serbiei, Kosovo, Macedonia).

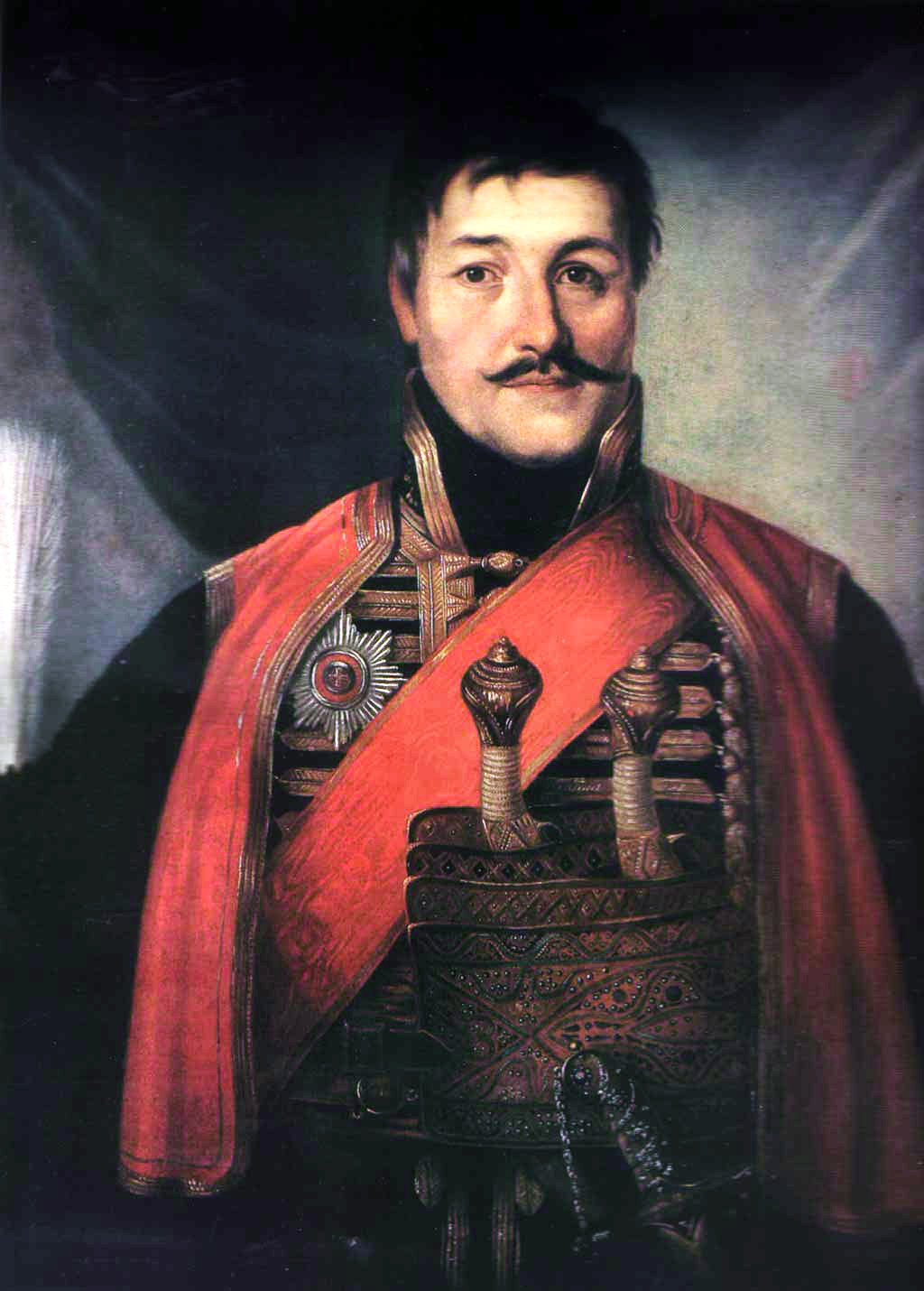
Karađorđe Petrović, liderul revoluţiei sârbe din 1804

Ca toate celelalte state balcanice, noua țară avea o majoritate agrară covârșitoare neavând o infrastructură bună și o industrie dezvoltată. Populația totală de la începutul secolului al XIX-lea a crescut de la un milion la 2,5 milioane, când Belgrad avea 100,000 de locuitori (partea de nord era deținută de Imperiul Austro-Ungariei), Niș 24,000 și jumătate din aceste numere restul orașelor. 
În mare măsură, politica internă se afla în jurul rivalității dinastice dintre familiile Obrenovici și Karagheorghevici, respectiv descendenții lui Milos Obrenovici, (recunoscut ca domn ereditar în 1829) și Karagheorghe (Gheorghe cel Negru), lider al revoltei din 1804, dar a fost ucis în 1817, sub pretextul poruncii lui Miloš. Obrenovići a guvernat statul în curs de dezvoltare, în 1817-1842 și 1858-1903, iar Karađorđevići în 1842-1858 și după 1903.